# 维蒂斯林根
维蒂斯林根是德国巴伐利亚州的一个市镇。总面积17.42平方公里，总人口2242人，其中男性1097人，女性1145人（2011年12月31日），人口密度129人/平方公里。